# رايموند واتسون
رايموند واتسون (بالإنجليزية: Raymond Watson)‏ هو مهندس معماري أمريكي، ولد في 4 أكتوبر 1926 في سياتل في الولايات المتحدة، وتوفي في 20 أكتوبر 2012 في شاطئ نيوبورت في الولايات المتحدة.